# Distretto di Šet
Il distretto di Šet (in kazako: Шет ауданы) è un distretto (audan) del Kazakistan con  capoluogo Aqsu-Aûly.